# Pak Chung-bin
Pak Chung-bin (朴重彬, 5 mai 1891 - 1er juin 1943) est le fondateur du bouddhisme Won. Il est aussi connu sous le nom de Sotaesan (少太山) ou Daejongsa (大宗師).

## Biographie
Pak Chung-bin nait en 1891 dans la ville de Baeksu-eup qui se trouve dans le district de Yeonggwang,dans la province de Jeolla du Sud. Il est fils d'un agriculteur modeste et sa biographie rapporte qu'il s'est posé des questions sur les phénomènes naturels et le sens de la vie dès l'âge de 7 ans. Pendant plus de 20 ans, il poursuivra des pratiques ascétiques avant d'atteindre finalement une illumination le 28 avril 1916, date à laquelle il décide de fonder le bouddhisme Won.
Il attira ensuite un petit groupe de disciples et sélectionna neuf disciples. Les premiers principes directeurs comprenaient le dévouement au travail, la frugalité, l'élimination des rituels formels et des superstitions, ainsi que l'abstinence d'alcool et de tabac.
Préoccupé par le développement du matérialisme et de ses conséquences, Pak Chung-bin défendra la devise « Puisque le monde de la matière s'épanouit, épanouissons notre esprit ! ». Il a d'abord proposé des activités telles que l'éradication des superstitions, la lutte contre l'analphabétisme, la promotion des coopératives d'épargne et en se lançant dans un projet ardu d'un an de construction de digues pour récupérer 25 acres de terre sur la mer pour la culture du riz.
En août 1919, les neuf disciples s’engagent à suivre le nouveau mouvement même au prix de leur vie. Lors d'un événement commémoré aujourd'hui sous le nom de « Le Miracle du Sceau de Sang », les empreintes digitales placées sur une feuille de papier enregistrant leur engagement seraient devenues miraculeusement rouges.
Sotaesan a nommé sa communauté Bulbeop Yeongu Hwe (Société pour l'étude du Bouddha-dharma) en 1924. Elle est restée un petit ordre rural basé à Iksan, dans la province du Jeolla du Nord, jusqu'à la fin de l'occupation japonaise en 1945. Le successeur de Sotaesan, Jeongsan (Song Gyu) l'a rebaptisé Wonbulgyo (Bouddhisme du cercle) en 1947.
Il décède le 1er juin 1943, à l'âge de 53 ans.

## Le bouddhisme Won
Une des particularités de la doctrine de Sotaesan et qu'elle n’exclut pas les autres religions.
Conformément à la doctrine de l'unité fondamentale (Dongwondori, 同源道理), qui affirme que la vérité de toutes les religions du monde est une, ce mouvement promeut la paix entre les religions. Rejetant toute forme d'idolâtrie, ils vénèrent une représentation symbolique sous la forme d'un grand cercle, rejetant les représentations du bouddha sous forme de statues.
Cependant, Sotaesan considérait que le bouddhisme était la religion qui correspondait le mieux à son expérience de l'illumination et il recommandait à son entourage de lire le sutra du Diamant. Il n'y a pas de consensus dans la communauté bouddhiste pour reconnaitre le bouddhisme won comme une authentique branche du bouddhisme tel que l'a enseigné le bouddha historique. Même parmi les adeptes, les opinions diffèrent sur cette question, certains affirmant qu'il s'agit d'une religion complètement nouvelle.
Dans le bouddhisme Won, les prêtres sont appelés "gyeomu". Cependant, le pouvoir est réparti de manière à permettre une participation proportionnelle de croyants laïcs au Conseil suprême, l’organe décisionnel le plus élevé.
Le Jeongjeon (정전), rédigé par Sotaesan lui-même, est le texte fondamental qui expose les doctrines de base du bouddhisme Won. Il est complété par d'autres classiques du bouddhisme comme le sutra du diamant.

## Note de bas de page
1. ↑  네이버 백과사전 박중빈
2. ↑  Pye, Michael, "Won Buddhism as a New Korean Religion," 125.
3. ↑  Chung, Bongkil, "Sot'aesan's Creation of Won Buddhism through the Reformation of Korean Buddhism," in Makers of Modern Korean Buddhism, 63.
4. ↑  Adams, Daniel J., "Won Buddhism in Korea:  A New Religious Movement Comes of Age," 5, p.5.
5. 1 2  고시용 원광대 원불교학과 교수, 원불교 교리 성립사, 한국학술정보,‎ 2012 (ISBN 9788926832417)